# Angelica Wallén
Angelica Wallén (* 11. April 1986 in Tibro, Schweden) ist eine ehemalige schwedische Handballspielerin.

## Karriere
Wallén stammt aus dem schwedischen Ort Tibro, wo sie mit dem Handballspielen begann. Später wechselte die Rückraumspielerin zum schwedischen Verein Skövde HF. Mit Skövde gewann die Rechtshänderin in der Saison 2007/08 die schwedische Meisterschaft. Im Sommer 2010 schloss sie sich dem dänischen Erstligisten Team Esbjerg an. Im Jahre 2013 unterschrieb sie einen Vertrag beim Ligarivalen Randers HK. In der Saison 2015/16 lief sie für den französischen Verein Toulon Saint-Cyr Var Handball auf. Anschließend wechselte sie zum schwedischen Erstligisten Skuru IK. Ab der Saison 2017/18 stand sie beim dänischen Erstligisten Nykøbing Falster Håndboldklub unter Vertrag. Mit Nykøbing Falster gewann sie 2018 den dänischen Pokal. In der Saison 2020/21 lief sie für Odense Håndbold auf. Mit Odense gewann sie 2021 die dänische Meisterschaft sowie 2020 den dänischen Pokal. Anschließend wechselte sie zum schwedischen Erstligisten IK Sävehof. Zum Abschluss ihrer Karriere gewann sie 2022 die schwedische Meisterschaft.
Wallén bestritt 78 Partien für Schweden, in denen sie 99 Treffer erzielte. Mit der schwedischen Auswahl belegte Wallén den 2. Platz bei den Europameisterschaften 2010. Im Sommer 2012 nahm sie an den Olympischen Spielen in London teil. Weiterhin nahm sie an den Olympischen Spielen 2016 in Rio de Janeiro teil.
Wallén übernahm im November 2022 das Co-Traineramt der schwedischen U-18-Nationalmannschaft.